# رياض الخولي
رياض الخولي (مواليد 29 يناير 1953) هو ممثل مصري.

## عن حياته
تخرج من معهد الفنون المسرحية قسم تمثيل وإخراج عام 1976. وهو ممثل بهيئة المسرح. كان مديراً للمسرح الكوميدي من 2001 إلى 2007. ثم عين وكيلاً لنقابة المهن التمثيلية.

## الأفلام
- طيور الظلام مع عادل إمام ويسرا
- السادة الرجال
- جمال عبد الناصر
- وتمت أقواله
- عمّهم
- العربجى

## المسلسلات
- جزيرة غمام
- أولاد عابد
- بابا المجال 2023
- شديد الخطورة
- الفتوة (مسلسل)
- صاحب السعادة
- زيزينيا ج1
- بنت افندينا
- الصعود إلى القلب
- عواصف النساء
- موال الحب والغضب:1999
- ريا وسكينة
- العميل 1001
- يوميات ونيس
- كشكول لكل مواطن
- حدائق الشيطان
- المنادي
- أيام شخلول
- اللص والكلاب
- إمراة من الصعيد الجواني
- أصعب قرار
- الفرار من الحب
- قضية رأي عام الوزير :شكري جلال
- الفريسة والصياد
- أم كلثوم
- رد قلبي
- على أبواب المدينة
- بوابة الحلوانى
- قمر
- دموع القمر
- طرح البشر
- التوأم
- البحار مندى
- الأميرة والمملوك
- رمانة الميزان
- سمبل ج2
- العائلة
- جسر الخطر
- السيرة الهلالية ج3
- أمس لا يموت
- ليالي الحلمية ج3-5
- أوكازيون
- الفرسان
- سلسال الدم
- سلسال الدم (مسلسل) 2
- وضع أمني
- موسى (مسلسل) (2021)
- الاختيار 2 (2021)
- 2009: الخيول تنام واقفة.
- ضربة معلم
- هوجان 2018
- طوق نجاة
- حق عرب (مسلسل) (2024)
- صيد العقارب (2024)
- حكيم باشا (2025)
- قهوة المحطة (2025)

## المسرحيات
- ليلة حاولت أنساها
- وجهة نظر
- تفاحة ادم
- ماما أمريكا
- مين يشترى راجل
- عفريت لكل مواطن
- زوجة واحدة تكفي